# Guldvingad manakin
Guldvingad manakin (Masius chrysopterus) är en fågel i familjen manakiner inom ordningen tättingar.

## Utseende och läte
Guldvingad manakin är en knubbig liten tätting. Hanen är mestadels kolsvart, med ljusigt guldgul framhjässa och svarta "horn". Det guldgula i vingarna som gett arten dess namn syns knappt på sittande fågel, däremot tydligt i flykten. Honan är likt många andra honfärgade manakiner färglöst olivgrön, men urskiljer sig genom gulaktigt på buk och strupe, mattskär näbb och skärröda ben. Arten är mestadels tystlåten, men under spelet hörs från hanen en ljus ton följd av smattrande och knäppande ljud. Även ett enstaka kväkande läte kan höras.

## Utbredning och systematik
Guldvingad manakin placeras som enda art i släktet Masius. Den delas in i fem underarter:
- Masius chrysopterus bellus – förekommer från västra Andernas västsluttning till västra sidan av centrala Anderna i Colombia
- Masius chrysopterus pax – förekommer i subtropiska områden i sydöstra Colombia (östra Nariño) och östra Ecuador
- Masius chrysopterus coronulatus – förekommer i västra Anderna i Colombia (sydvästra Cauca och Nariño) och västra Ecuador
- Masius chrysopterus chrysopterus – förekommer i centrala och östra Anderna i Colombia och nordvästra Venezuela
- Masius chrysopterus peruvianus – förekommer i subtropiska områden i norra Peru (norra Cajamarca och norra San Martín)

## Levnadssätt
Guldvingad manakin hittas i bergsbelägen molnskog från 800 till 2000 meters höjd. Den håller sig vanligen gömd i skogens nedre skikt. Under spelet samlas dock hanar i grupp. 

## Status och hot
Arten har ett stort utbredningsområde, men tros minska i antal, dock inte tillräckligt kraftigt för att den ska betraktas som hotad. Internationella naturvårdsunionen IUCN listar arten som livskraftig (LC).